# Marmoritis rotundifolia
Marmoritis rotundifolia là một loài thực vật có hoa trong họ Hoa môi. Loài này được Benth. mô tả khoa học đầu tiên năm 1833.